# Loxaspilates formosana
Loxaspilates formosana är en fjärilsart som beskrevs av Matsumura 1911. Loxaspilates formosana ingår i släktet Loxaspilates och familjen mätare. Inga underarter finns listade i Catalogue of Life.